# Stóra Dímun
Pour les articles homonymes, voir Stora.
 (novembre 2024).
Si vous disposez d'ouvrages ou d'articles de référence ou si vous connaissez des sites web de qualité traitant du thème abordé ici, merci de compléter l'article en donnant les références utiles à sa vérifiabilité et en les liant à la section « Notes et références ».
Stóra Dímun est la plus petite des 18 îles de l'archipel des Féroé, à mi-chemin entre l’Écosse et l’Islande et appartenant au royaume du Danemark. Située au sud de cet archipel, elle a une superficie de 2,6 km2 et est équipée d'un phare. L'île fait partie de la municipalité de Skopunar.    
Les points culminants de l'île sont : Høgoyggj (396 mètres) et Klettarnir (308 mètres).  
L'île est difficilement accessible, car très escarpée. Lorsque le temps le permet, un hélicoptère assure le ravitaillement et les secours entre Stóra Dímun et Tórshavn. À défaut d'hélicoptère, l'accès se fait par la mer, au pied du point le plus accessible du plateau. 
Au début du XXe siècle, deux familles sont domiciliées au village de Dímun, soit 7 personnes, tirant leurs revenus de l'élevage de moutons et du tourisme, les autres animaux tels que poules, canards et bovins étant affectés à leur subsistance.    

## Étymologie
Stóra Dímun signifie La Grande Dímun par opposition à l'île voisine Lítla Dímun, La Petite Dímun.  
Selon le linguiste et philologue féroïen Jakob (Jákup) Jakobsen (1864-1918), la toponymie féroïenne des îles « Dimun » viendrait du celtique proto-nordique, « di » signifiant « deux », tandis que « mun », est un vestige du mot celtique « muinn », qui signifie selon le cas cou, col, dos ou colline. Dímun signifie deux cous, deux cols, deux dos ou deux collines. Ceci corrobore l'existence des deux points culminants.  
Stora et litla documentent simplement l'apparentement de deux îles de taille différente, stora, grande (en: tall) et litla, petite (en: little).  
Peder Gammeltoft, linguiste à l'Université de Copenhague, a conclu que Dímun est un toponyme caractéristique de ceux reflétant un contact linguistique entre Scandinaves et Gaëls

## Histoire
Le peuplement des Féroé est documenté à partir du Xe siècle.

### La Færeyinga Saga
La première mention de Stóra Dímun apparait dans la " Færeyinga Saga ", écrit en Islande peu après l'an 1200 apr. J.-C. et qui ensuite seulement a été traduit en féroïen.  
La plupart des personnages décrits ont bel et bien existé, mais les faits relatés sont nettement moins documentés que souhaitable.   
Stóra Dímun a été continuellement habitée depuis, mais les habitants ont parfois vécu ailleurs en hiver, souvent sur Skúvoy.   
La Færeyinga Saga raconte d'abord l'épopée de Grímr Kamban, le premier qui s'est installé dans l'archipel mais à Funningur vers l'an 825.  
Elle raconte ensuite celle des deux frères Brestir et Beinir, tués par Øssur Leivsson à Rakhella, qui est situé sur Stóra Dímun. Ce dernier fut à son tué par Sigmundur Brestisson, pour venger la mort de son père Brestir et de son oncle Beinir. Sigmundur Brestisson devint ainsi l'une des figures emblématiques des îles Féroé.  
Sigmundur Brestisson avait été obligé de quitter les îles à l'âge de 9 ans lorsque son père Brestir et son oncle Beinir furent assassinés par Tróndur í Gøtuet et les siens. Avec son cousin Tóri Beinisson, Il fut alors vendu comme esclave, puis grandit auprès du jarl Hákon, en Norvège chez lequel il s’intégra parfaitement, jusqu'à devenir un vaillant guerrier et gouverner en Suède et en Rus' avant de revenir chez lui en vue de reconquérir l’héritage paternel.  
En 997, le chef viking Olaf Tryggvason, demande à Sigmundur Brestisson de devenir son vassal, en échange de quoi, il fera de lui l'homme le plus puissant des Féroé.  
Sigmundur Brestisson introduit le christianisme aux Féroé, et impose le baptême à son adversaire  Tróndur í Gøtu païen et soucieux de conserver son indépendance.  
Sigmundur réalise alors qu'en apportant en tribut les îles Féroé, il n'en est plus que le dépositaire puisque seul le suzerain a le droit de concéder des terres. Sigmundur est assassiné et la lutte reprend. 
Tróndur de Gøta en sort vainqueur et lève le bannissement de ses trois fils coupables de meurtre et partage en trois les îles Féroé.
C'est alors que Leivur Øssursson, armé par Magnus le Bon, venge la mort de son père en tuant les trois fils. Tróndur meurt de chagrin et Leivur devient le premier souverain chrétien des Féroé, les ayant obtenues en « fief » de son suzerain.
Outre l'histoire ainsi enseignée des Féroé, cette saga témoigne de la lutte de Tróndur pour l'indépendance des siens, ce qui en fait un élément fondamental de l'identité politique des Féroïens.  

### Moyen Âge
Après cette épopée et jusqu'en 1600 apr. J.-C., peu de mentions sont faites de Stóra Dímun.  
La propriété de l'île, passée à la couronne, revient ensuite à la propriété privée. La ferme était assez grande et 20 à 25 personnes y vivaient en permanence. Des pauvres étaient recrutés dans d'autres colonies, qui étaient nourris et logés pour leur travail, mais aussi des condamnés, l'île s'y prêtant parfaitement. 
Les registres évoquent quelques cas remarquables.  
En 1589, Annika í Dímun est accusée d'avoir empoisonné son mari, qu'elle a été forcée d'épouser. En effet, son père l'a perdue dans un jeu contre le fermier de Dímun. Elle était fiancée à un homme qui vint travailler à la ferme. Emmenée à Tórshavn, elle est condamnée à mourir noyée. Cette histoire a inspiré en 1975, à l'auteur Jens Pauli Heinesen la pièce "Hvønn stakkin skal eg fara í, pápi?" ("Quelle robe dois-je porter, père?")   
Ou encore celle d'un prêtre appelé Klæmint qui prit possession des terres de Stóra Dímun en trompant les gens, les accusant d'avoir commis de si graves péchés, que seul le don de terres à l'Église, dont il était le représentant, pouvait absoudre.  

### XIXe
La Færeyinga Saga est traduite en langue féroé.  
Le peintre Díðrikur í Kárastovu peint le plus ancien tableau connu des îles Féroé. Il est né à Stóra Dímun en 1802. Il était le fils de Søren Dideriksen de Kollafjørður, qui, avec deux de Sandoy, était un locataire temporaire à Stóra Dímun.  
Les registres rapportent qu'en 1807, deux frères, Janus et Sørin Olesen de Sumba souhaitaient emménager à Stóra Dímun. Leur plan initial était d'acheter la petite île ensemble, mais Janus signa de son seul nom sur l'acte de propriété de l'île. En conséquence, son frère Sørin dut abandonner le projet et s'installa à Húsavík, un petit village sur l'île de Sandoy et les habitants actuels de  Stóra Dímun sont les descendants de Janus.  
En 1874, le curé de Sandur, le pasteur Jensen, mourut quand, après le service sur l'île, sur le chemin de montagne jusqu'au site d'amerrissage, il tomba dans l'abîme. 
En 1889, 40 personnes vivaient sur l'île  

### XXe
En 1923, la vieille petite église en ruine, construite principalement en pierre et en tourbe, est démolie. 
1927 l'île se dote d'un petit phare .
1938, un abri en béton a été construit pour les bateaux féroïens.
1985 l'île obtient une liaison par hélicoptère depuis Tórshavn. 
En 2012, une école primaire a été construite à Dímun. Elle est rattachée à l'école municipale de Tórshavnar.

## Géographie
Stóra Dímun appartient à la partie sud des îles Féroé et se situe à mi-chemin entre Skúvoy et Sandoy au nord et Suðuroy au sud et au sud-ouest. 
Au sud-sud-est se trouve Lítla Dímun, qui est inhabitée. 
Le détroit entre Stóra et Lítla Dímun et Suðuroy s'appelle Suðuroyarfjørður, tandis que le détroit entre Stóra Dímun et Skúvoy s'appelle Dímunarfjørður.
Stóra Dímun mesure 2,62 km2. Huit îlots et récifs l'entourent, mesurant un total de 0,01 km2.  Les promontoires escarpés autour de l'île sont Múlin, Breiðanes, Álvisnebbi, Nøvan et Grønaskor. Entre Múlin et Grønaskor se trouve l'îlot d'Øssursdrangur.  
L'île a une forme plutôt compacte, orientée nord-ouest-sud-est. Elle fait 4 km de large au maximum. 
Avec ses côtes rocheuses abruptes et élevées, l'île est presque inaccessible. 
Dans le passé, le seul accès à l'île se faisait par la mer, en accostant sur la côte sud-ouest faite de plages étroites de galets, au pied du plateau montagneux de Kleivin, le long duquel grimpe le seul chemin possible, étroit et extrêmement raide, quasiment par escalade, ce qui est également risqué. Il se compose de marches creusées dans la roche et de balustrades, ainsi que d'une grue avec un treuil servant à hisser les marchandises et le bétail. 
Jusqu'en 1938, date à laquelle un abri en béton a été construit pour les bateaux féroïens, les bateaux devaient être hissés à 100 m à la verticale, pour être entreposés dans un étang près de la ferme, afin qu'ils ne se dessèchent pas en hiver.
Depuis le XXe siècle, l'accès est possible par hélicoptère par beau temps.  
Le nord de l'île forme un haut plateau, les points culminants sont Høgoyggj (395 m ). Klettarnir (308 m.) en est l'extension au sud-est. 
Malgré son inaccessibilité, Stóra Dímun a toujours été considérée comme une île fertile, avec de bons pâturages grâce à ses riches colonies d'oiseaux marins. Les oiseaux et leurs œufs sont récoltés depuis des temps immémoriaux et continuent aujourd'hui d'être un complément aux revenus produits par les troupeaux de bovins et de moutons de l'île. 
Chaque année, il y a env. 130 000 couples d'oiseaux marins sur l'île, dont des macareux, des sternes, des hirondelles de mer … La raison de la richesse de l'avifaune de l'île est que l'île est exempte de rats.
Des tentatives ont été faites pour relâcher des lièvres, mais ils ne peuvent pas se débrouiller seuls sur une longue période. En juillet 1808, la dervíthamar".

## Population
L'île est durablement habitée à partir du XIIIe siècle. Les ruines d'une église, dont la présence est attestée jusqu'en 1920, témoignent de l'existence d'une communauté composée de plusieurs familles. mais aujourd'hui, seules deux familles, soit 7 personnes, vivent sur l'île. 
En 2012, une école primaire a été construite à Dímun. Elle est rattachée à l'école municipale de Tórshavnar. Trois enseignants s'y relaient. Une partie de l'enseignement a également lieu à distance. L'enseignant est à Tórshavn et l'élève est assis devant un écran dans la salle de classe de Dímun.   
Pendant les vacances d'été, les locaux de l'école, qui comprennent un appartement pour les enseignants en poste, sont loués aux touristes.  

## Ferme
Il n'y a qu'une seule ferme, située au sud de l'île, dont elle constitue le seul établissement. La ferme bénéficie d'un sol fertilisé par le guano de millions d'oiseaux marins depuis des milliers d'années. Cela donne un excellent pâturage pour les 450 brebis de l'île.  
La ferme est célèbre pour sa viande de mouton, entièrement exportée en tant que ressource principale.  
Subsidiairement, elle produit des navets, — et un vin de navet mis au point par les habitants. Il se vend environ 300 à 400 peaux de mouton chaque année. En été, le tourisme apporte un petit supplément à ces ressources.  

## Tourisme
Il est possible de visiter l'île en excursions journalières par bateau voire louer un chalet aux habitants.  

## Stóra Dímun au cinéma
Même à l'ère du cinéma muet, les réalisateurs de documentaires étaient fascinés par les conditions de vie particulières des insulaires de Stóra Dímun. En 1930, le long documentaire suédois Farornas ö de Sten Nordenskiöld se déroule principalement sur l'île. La même année le  film Færøfilmen produit par Leo Hansen, contient une scène filmée à Stóra Dímun. 